# Alepidea peduncularis
Alepidea peduncularis är en växtart i släktet Alepidea och familjen flockblommiga växter. Den beskrevs av Ernst Gottlieb von Steudel och Achille Richard 1848.
Arten är en perenn ört som återfinns i östra Afrika från Etiopien i norr till Sydafrika i söder.